# مطار ديفا
مطار ديفا (إيكاو:  DRZF) هو مطارٌ يخدم مدينة ديفا في النيجر، بالقرب من الحدود مع نيجيريا. يقع في الصحراء على بُعد 6 كيلومترات شمال ديفا، ويحتوي المدرج على امتداد إضافي غير مُعبّد بطول 800 متر في الطرف الشرقي.